# Mikołajewice (Grande-Pologne)
Pour les articles homonymes, voir Mikołajewice.
Mikołajewice (prononciation : [mikɔwajɛˈvit͡sɛ]) est un village polonais de la gmina de Niechanowo dans le powiat de Gniezno de la voïvodie de Grande-Pologne dans le centre-ouest de la Pologne.
Il se situe à environ 2 kilomètres au sud de Niechanowo (siège de la gmina), à 10 kilomètres au sud-est de Gniezno (siège du powiat) et à 50 kilomètres à l'est de Poznań (capitale régionale).

## Histoire
De 1975 à 1998, le village faisait partie du territoire de la voïvodie de Poznań.

Depuis 1999, Mikołajewice est situé dans la voïvodie de Grande-Pologne.